# Айсберен Берлін
«Айсберен Берлін» (нім. Eisbären Berlin) — хокейний клуб з м. Берлін, Німеччина. Заснований у 1954 році як СГ «Динамо» (Берлін), з 1990—1992 — ЕХЦ «Динамо» (Берлін), 1992 року — «Айсберен Берлін». Виступає у чемпіонаті Німецької хокейної ліги. 

## Арена

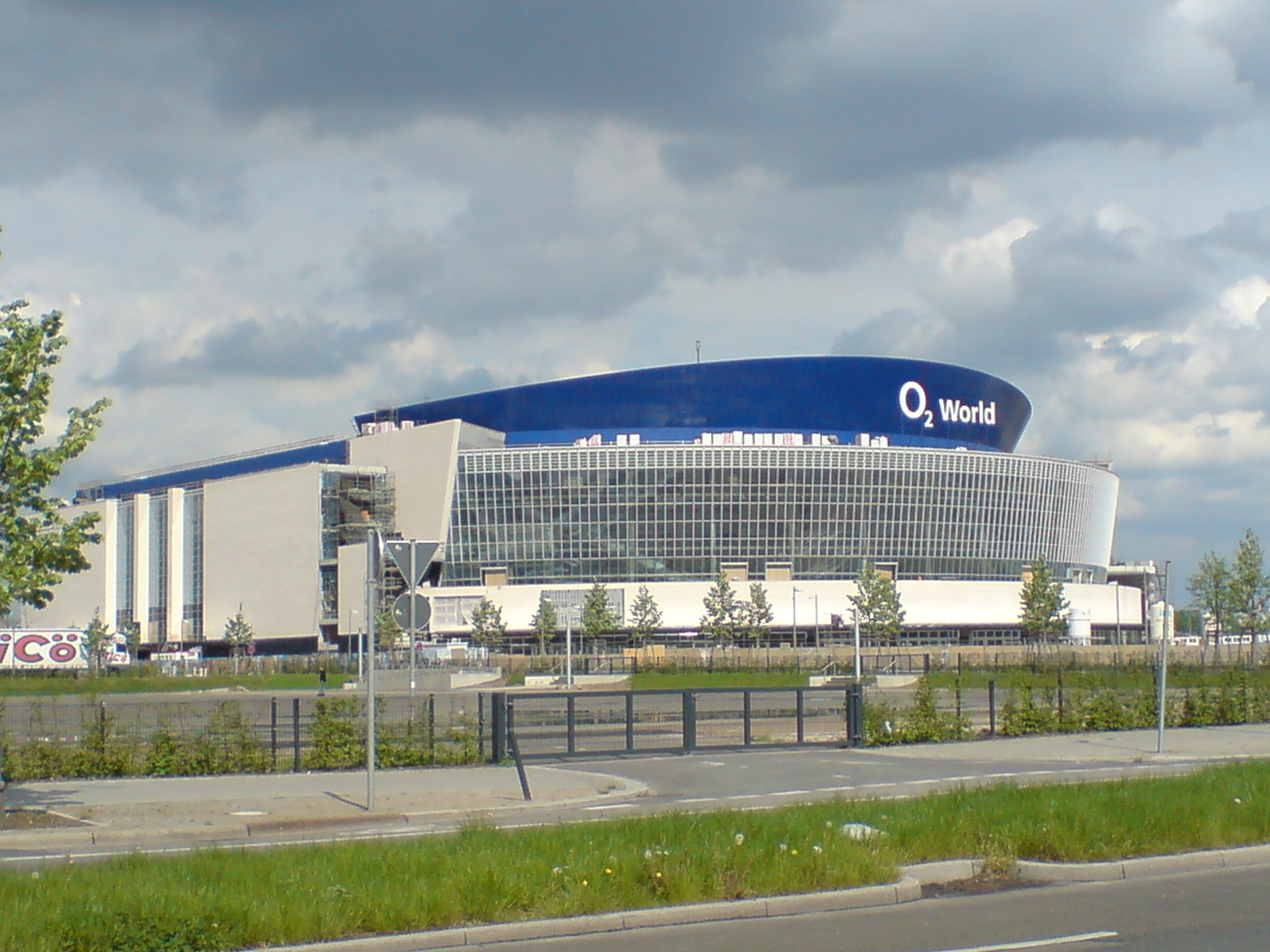
Арена O₂

Домашні ігри команда проводить на «O2 Ворлд» (14200). Офіційні кольори клубу синій, білий і червоний.

## Досягнення
- Чемпіон Німеччини (11) — 2005, 2006, 2008, 2009, 2011, 2012, 2013, 2021, 2022, 2024, 2025.
- Володар Кубка Німеччини (1) — (2008).
- Фіналіст Континентального кубка (1) — 1998.
- Володар Європейського трофея (1) — 2011.
- Чемпіон НДР (15) — 1966, 1967, 1968, 1976, 1977, 1978, 1979, 1980, 1982, 1983, 1984, 1985, 1986, 1987, 1988.

## Найсильніші гравці різних років
- Воротарі: Рене Більке, Клаус Мерк, Роб Цепп;
- Захисники: Бернд Карренбауер, Вольфганг Плотка, Роланд Петерс, Райнгардт Фенглер, Дітер Френцель, Дітер Фойгт, Дітмар Петерс, Йоахім Лемпіо, Грег Андрусяк, Дрейк Береговський, Роб Ліск, Дерек Маєр;
- Нападаники: Александер Барта, Бернд Гіллер, Гартмут Нікель, Петер Пруза, Гергард Мюллер, Ігор Дорохін, Йоахім Шташе, Гаральд Кунке, Фрідгельм Бегельсак, Ганс Френцель, Йоахім Цише, Райнер Пачинскі, Пітер-Джон Лі, Франк Проске, Девід Робертс, Штефан Ушторф.